# سیارک ۲۹۴۵۷
سیارک ۲۹۴۵۷ (به انگلیسی: 29457 Marcopolo، نامگذاری:1997SO4) بیست و نه هزار و چهارصد و پنجاه و هفتمین سیارک کشف شده‌است که در ۲۵ سپتامبر ۱۹۹۷ کشف شد.